# John Flynn
John Flynn, född 14 mars 1932, död 4 april 2007, var en amerikansk filmregissör och manusförfattare känd för filmer som Hämnarna och Rolling Thunder .

## Karriär
Flynn fick sitt första arbete i filmbranschen när Robert Wise anlitade honom för att göra research för en biografisk film om krigsfotografen Robert Capa. Filmen gjordes aldrig men Wise anställde Flynn för att vara hans assistent på filmen Mot alla odds.
Flynn arbetade därefter som manushandledare på West Side Story och som en andra regissörsassistent på Kid Galahad och Två på gungbrädet. Han var sedan första assisterande regissör på Den stora flykten med bland andra Steve McQueen i huvudrollen.
1966 startade Wise ett företag för att producera lågbudgetfilmer. Den första produktionen blev filmatiseringen av en roman av Dennis Murphys. Resultatet blev Sergeanten, regisserad av Flynn. Huvudrollen gjordes av Rod Steiger.
Hans nästa film blev The Jerusalem File. Den blev ingen ekonomisk framgång till skillnad från hans nästa film, Hämnarna med Robert Duvall i huvudrollen. Filmen baserades på romanen med samma namn av Donald Westlake.
Med thrillern Rolling Thunder, med William Devane och Tommy Lee Jones i huvudrollerna, fick Flynn kultstatus. Filmen blev mycket kontroversiell på grund av sitt våldsamma innehåll. I en intervju 1994 med Jon Stewart sa filmskaparen Quentin Tarantino att filmen varit en inspiration för honom och att Flynn var en av hans favoritregissörer. Filmen fick beröm för sina actionsekvenser, atmosfär, regi, musik och rollprestationer; dock kritiserades den för sitt våldsamma slut. Förutom att bli en kritikerfavorit blev den också en publikframgång, med en uppskattad omsättning på 130 miljoner dollar. Produktionskostnaden var 5 miljoner.
Flynn gjorde ett antal uppmärksammade filmer i slutet av 1980-talet, bland andra fängelsedramat Lock Up med Sylvester Stallone och actionfilmen Dödlig hämnd med Steven Seagal.
1994 regisserade Flynn Ett riktigt mord?, en skräckfilm om farorna med virtuell verklighet, med Edward Furlong och Frank Langella i huvudrollerna. Sista filmen blev Protection 2001.
De sista åren av sitt liv tillbringade han mest i Frankrike.  Flynn dog i sömnen i sitt hem i Los Angeles.